# کمال قلی‌اف
کمال قلی‌اف (ترکی آذربایجانی: Kamal Quliyev؛ زادهٔ ۱۴ نوامبر ۱۹۷۶) بازیکن فوتبال اهل جمهوری آذربایجان است.
از باشگاه‌هایی که در آن بازی کرده‌است می‌توان به باشگاه فوتبال خزر لنکران، باشگاه فوتبال استاندارد سومقاییت، باشگاه فوتبال نفتچی باکو، باشگاه فوتبال کاروان، باشگاه فوتبال نفت‌چاله، و باشگاه فوتبال خزر سومقاییت اشاره کرد.
وی همچنین در تیم ملی فوتبال جمهوری آذربایجان بازی کرده‌است.